# Humberto Cardozo
Humberto Cardozo (czasami Cardoso) – piłkarz urugwajski, pomocnik.
Jako piłkarz klubu CA Cerro wziął udział w turnieju Copa América 1953, gdzie Urugwaj zajął trzecie miejsce. Cardozo zagrał tylko w jednym meczu – z Boliwią.